# Sucre (Bolivia)
Sucre is de wettelijke hoofdstad van Bolivia en hoofdstad van het departement Chuquisaca. Hoewel Sucre officieel de hoofdstad is, is de regering in La Paz gevestigd. De enige overheidsinstantie van belang in Sucre is het hooggerechtshof.
De stad heeft een inwoneraantal van 190.000. Ze ligt op 2.800 m boven zeeniveau en heeft een gematigd klimaat.

## Geschiedenis
Op 16 april 1540 werd Sucre door de Spaanse conquistador Pedro de Anzures, markies van Campo Redondo na een bloedige veroveringsstrijd met de lokale indianen gesticht aan de voet van twee heuvels Churuquella en Sica Sica. Daar was namelijk zilver gevonden. De naam van de stad was toen nog Ciudad de la Plata ("Zilverstad") en vormde de hoofdstad van Nieuw Toledo. Andere namen die de stad ooit droeg zijn "Charcas" (naar het gebied Charcas, onderdeel van het Virreinato del Perú (onderkoninkrijk Peru) waar het de hoofdstad van was) en "Chuquisaca". Een van de bijnamen van de stad is dan ook "la Ciudad de Cuatro Nombres" (de stad met vier namen). Een andere bijnaam is la ciudad blanca ("de witte stad"), naar de vele witte koloniale gebouwen.
In 1559 vestigden de Spanjaarden in deze stad de Audiencia de Charcas, de regering van een gebied dat nu wordt bestreken door Paraguay, Zuidoost-Peru, Noord-Chili en Argentinië en het grootste deel van Bolivia. In 1609 werd er een aartsbisdom gevestigd in de stad en op 27 maart 1624 werd de Sint Franciscus Xaverius-Universiteit (toen: Universidad Mayor Real y Pontificia de San Francisco de Xavier de Chuquisaca) opgericht door de jezuïet Juan Frías de Herrán.

## Bezienswaardigheden
De oude binnenstad van Sucre geldt als de best bewaarde Spaanse koloniale stad in Zuid-Amerika, met zeer veel witte gebouwen (vandaar de bijnaam "La Ciudad Blanca"). In 1991 werd deze binnenstad dan ook opgenomen in de Werelderfgoedlijst.
- Katholieke kerk San Lázaro
- Katholieke kerk San Francisco
- Katholieke kerk Santo Domingo
- Franciscaner klooster La Recoleta
- Parque Bolivar
- Casa de la Libertad

## Politiek
Gedurende de 17e eeuw was La Plata het juridische, religieuze en culturele centrum van de Spaanse Oostelijke gebieden, die van hieruit geregeerd werden. Op 25 mei 1809 klonk de eerste roep om onafhankelijkheid van Zuid-Amerika dan ook vanuit La Plata.
In 6 augustus 1825 volgde de onafhankelijkheid van Bolivia. De naam van La Plata werd op 11 augustus van dat jaar veranderd in Sucre, waarmee de stad genoemd werd naar Antonio José de Sucre, die met vrijheidsstrijder Simón Bolívar gevochten had voor de onafhankelijkheid. Tot 1898 was Sucre Sede de los tres Poderes del Estado (Zetel van de drie Staatsmachten), maar na een korte burgeroorlog werd de regering in 1899 naar La Paz verplaatst en behield Sucre alleen de gerechtelijke instellingen de Raad van Justitie, het Hooggerechtshof en Constitutioneel Hof, alsmede het hoofdkantoor der belastingen.

## Zustersteden
- La Plata (Argentinië)
- Mechelen (België)

## Media
- Radio Sucre ()

## Geboren
- Felipe Rivero (1797-1873), gouverneur van de Dominicaanse Republiek

## Galerij

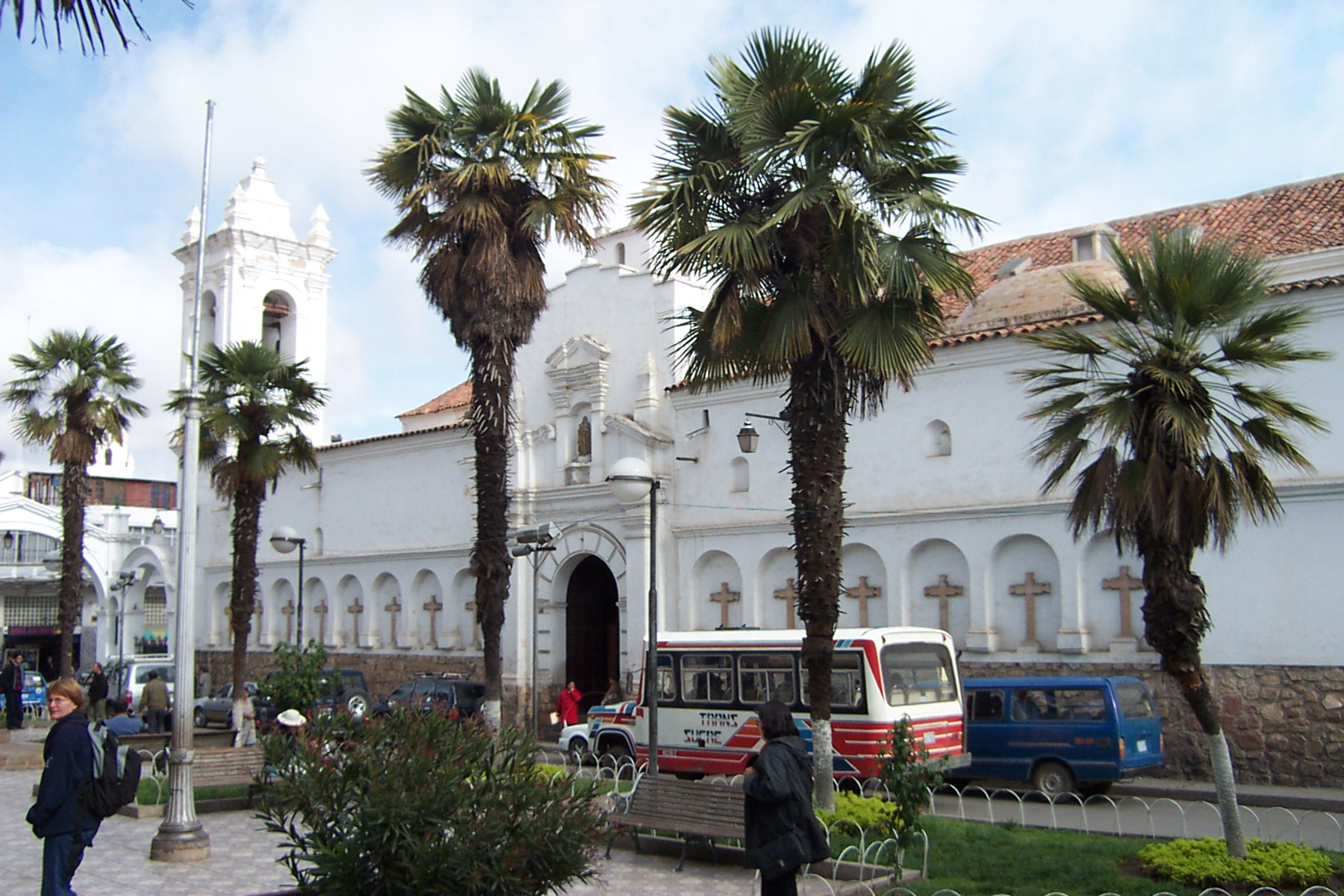
Katholieke kerk San Francisco
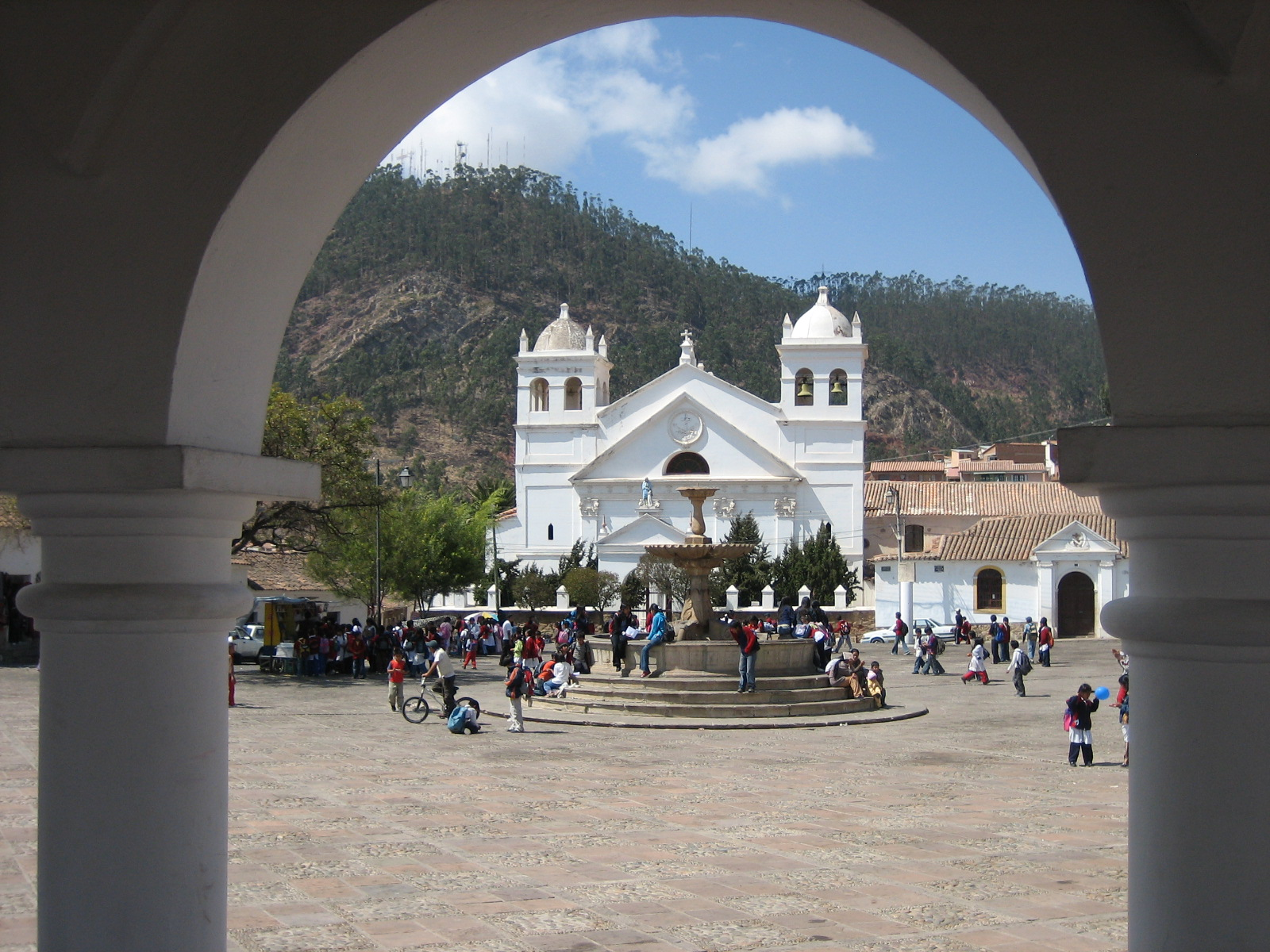
Franciscanerklooster La Recoleta